# Окасио-Кортес, Александрия
Алекса́ндрия Ока́сио-Корте́с (англ. Alexandria Ocasio-Cortez; род. 13 октября 1989, Бронкс, Нью-Йорк, США) — американский политик, общественная активистка, член Палаты представителей США с 2019. Состоит в Демократической партии и является сторонницей демократического социализма. Её часто называют лишь инициалами — AOC.

## Биография
Дочь уроженца Нью-Йорка Серхио Окасио-Романа и пуэрториканки Бланки Окасио-Кортес. Отец был архитектором и CEO небольшой компании «Kirschenbaum & Ocasio-Roman Architects», мать работала уборщицей. Александрия родилась в Паркчестере, в боро Бронкс — одном из пяти боро города Нью-Йорк. Когда ей исполнилось 5 лет, семья переехала в городок Йорктаун Хайтс в округе Вестчестер штата Нью-Йорк. Окончила школу в 2007 году. За второе место её микробиологического проекта на смотре научных и инженерных достижений школьников Intel International Science and Engineering Fair в её честь назвали астероид 23238 Ocasio-Cortez.
В 2011 году окончила Бостонский университет со степенью бакалавра искусств по международным отношениям и экономике. Была избрана президентом организации латиноамериканских студентов университета, провела три месяца на стажировке в Африке. В студенческие годы потеряла отца, умершего от рака, и столкнулась с финансовыми трудностями. Получив образование, вернулась в родной Паркчестер и зарабатывала на жизнь официанткой и барменшей. Работала в две смены по 18 часов в день, продавая тако и разливая коктейли.
Занималась вопросами образования в некоммерческой организации National Hispanic Institute. В 2012 году основала при поддержке финансируемого городом бизнес-инкубатора в Бронксе — Sunshine Bronx Business Incubator издательство Brook Avenue Press, которое позиционировало себя как издательство красочной детской литературы, создающей благоприятный образ Бронкса. Вложила в предприятие около 1000 долларов из собственных средств, но была вынуждена ликвидировать его в 2019 году, задолжав 1870 долларов корпоративного налога и не выпустив в свет ни одной книги. В 2016 году приняла участие в протестах против строительства нефтепровода Dakota Access в Мичигане. В прошлом работала в аппарате сенатора Эдварда Кеннеди, в 2016 году занималась организацией избирательной кампании Берни Сандерса в ходе праймериз Демократической партии.

### Политическая карьера

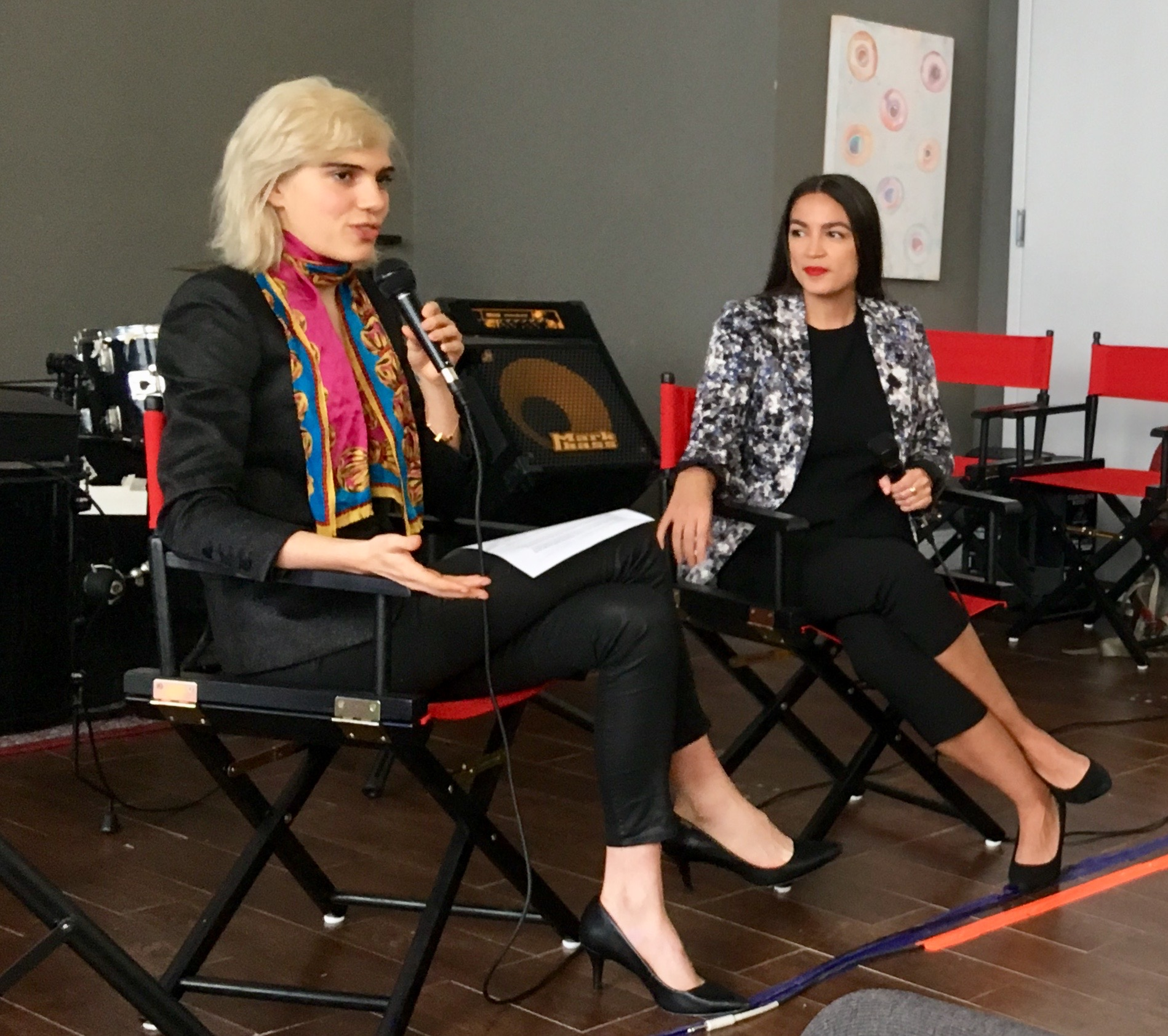
Окасио-Кортес даёт 10 декабря 2017 года интервью Камминг, Джулия в рамках проекта Anger Can Be Power (Гнев может быть силой)

26 июня 2018 года сенсационно победила в 14-м избирательном округе Нью-Йорка в предварительных выборах Демократической партии, став официальным кандидатом на предстоящих в ноябре выборах в Палату представителей США. Окасио-Кортес получила 57,5 % голосов, хотя её соперником был опытный политик, многолетний обладатель этого депутатского мандата Джозеф Кроули.
В интервью объясняла свой успех тем обстоятельством, что 70 % жителей её округа не являются белыми, но никогда не имели представителя в Конгрессе из собственной среды (кроме того, 50 % населения округа — иммигранты).
Исход предварительных выборов оказался особенно неожиданным ввиду принадлежности Окасио-Кортес к крайнему левому крылу Демократической партии — она является на тот момент, в частности, активисткой организации Демократические социалисты Америки.
11 июля 2018 года стало известно о новой неожиданной победе Окасио-Кортес на праймериз в одном из нью-йоркских округов, где она не выставляла свою кандидатуру, но члены «Партии реформ», не желающие поддерживать других кандидатов, вписывали её имя в бюллетени при голосовании.
Затем Окасио-Кортес отправилась в поездку по всей территории США с кампанией поддержки других кандидатов, разделяющих её убеждение в необходимости медицинского страхования для всех, повышения прожиточного минимума, бесплатного высшего образования и всеобъемлющей реформы системы уголовного правосудия и иммиграции. Она также записала видеоролик политической рекламы, в котором заявила:

Пора нам признать, что не все демократы одинаковы. Что демократ, который берёт деньги у корпораций, получает барыши от выкупа заложенной недвижимости, не живёт здесь, не посылает своих детей в наши школы, не пьёт нашу воду или не дышит нашим воздухом, не должен представлять нас.
Оригинальный текст (англ.)– It’s time we acknowledged that not all Democrats are the same. That a Democrat who takes corporate money, profits off foreclosure, doesn’t live here, doesn’t send his kids to our schools, doesn’t drink our water or breathe our air cannot possibly represent us.
— 
6 ноября 2018 года Окасио-Кортес победила на выборах в Палату представителей от 14-го избирательного округа Нью-Йорка, заручившись поддержкой 78 % избирателей. Её основным соперником стал республиканец Энтони Паппас, который под впечатлением своей 14-летней бракоразводной тяжбы сделал стержнем предвыборной кампании требование предоставить гражданам право подачи исков против судей (его поражение прогнозировалось в социологических опросах с вероятностью 99,9 %). В свои 29 лет Окасио-Кортес стала самой молодой женщиной, когда-либо избранной в Конгресс США.

### В Палате представителей США

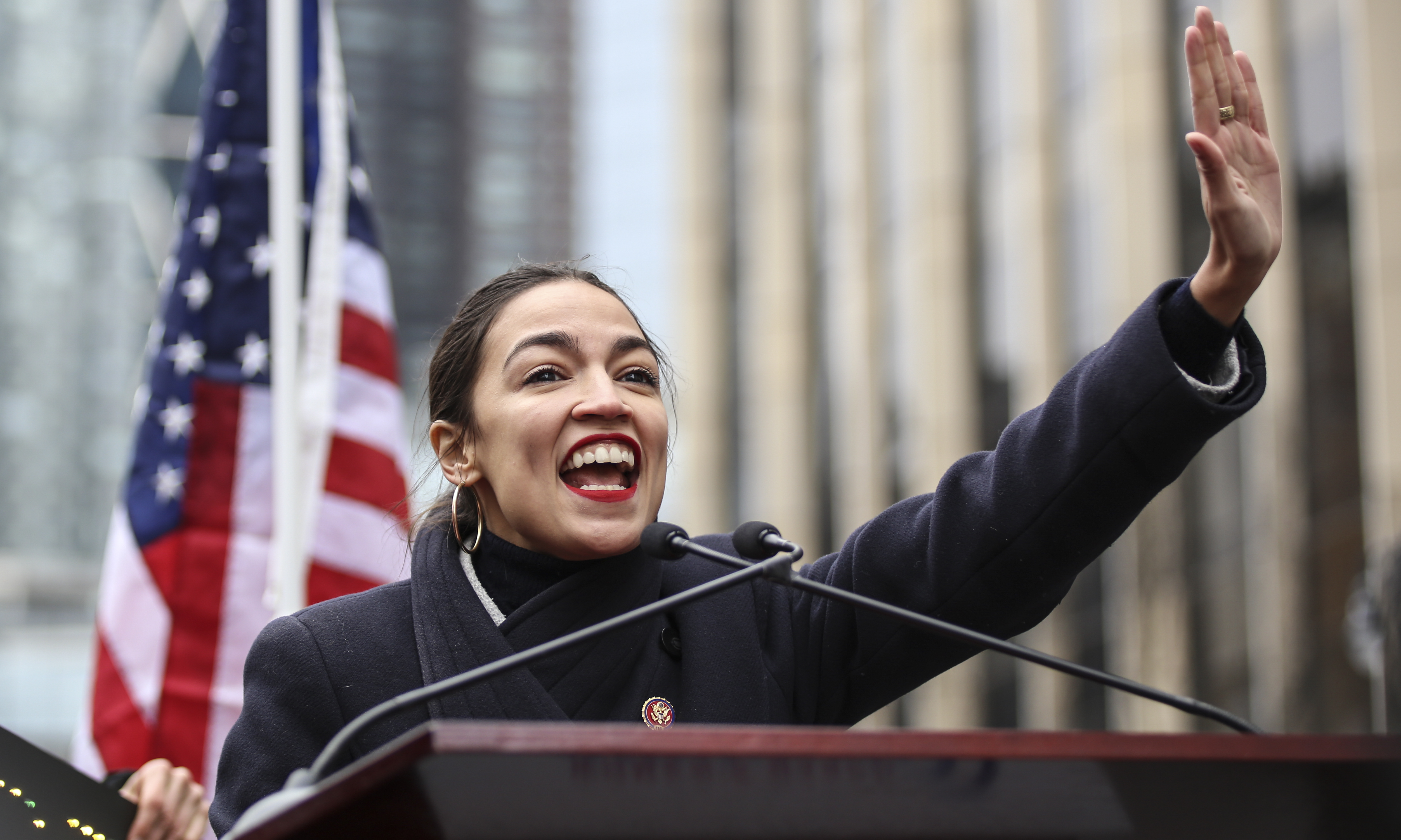
Окасио-Кортес на Женский марш (2019) в Нью-Йорке (19 января 2019)

Большой общественный резонанс получило заявление, сделанное Окасио-Кортес 22 января 2019 года на форуме памяти Мартина Лютера Кинга в Нью-Йорке. Журналист Та-Нэхаси Коутс спросил её, можно ли считать моральным мир, допускающий существование миллиардеров, и получил решительный ответ: «Нет». Но затем Окасио-Кортес добавила, что не считает конкретных людей, таких как Билл Гейтс или Уоррен Баффетт, аморальными людьми, но осуждает саму систему, при которой существуют миллиардеры, а в некоторых районах Алабамы люди страдают трихофитией из-за отсутствия доступа к системе здравоохранения.
14 июля 2019 года оказалась в центре конфликта между руководством демократической фракции Конгресса и президентом Трампом, опубликовавшим в своём Твиттере заявление, что Окасио-Кортес и три других конгрессвумен из национальных меньшинств в неформальной группе Конгресса, известной как «Отряд» (Рашида Тлаиб, Ильхан Омар и Айанна Прессли) должны вернуться в «полностью разрушенные и поражённые преступностью места, откуда явились». Через несколько дней стало известно, что Окасио-Кортес на текущий момент смогла собрать политические пожертвования для финансирования новой избирательной кампании в объёме 1,2 млн долларов, основу которых составили взносы размером до 200 долларов.
16 октября 2019 года поддержала кандидатуру Берни Сандерса в ходе президентских праймериз демократов.
23 июня 2020 года выиграла праймериз Демократической партии США в 14-м округе Нью-Йорка у Мишель Карузо-Кабреры, которую спонсировали глава Blackstone Group, миллиардер Стивен Шварцман и гендиректор Goldman Sachs Дэвид Соломон.
3 ноября 2020 года переизбрана на второй срок в 14-м округе Нью-Йорка, победив с результатом 71,6 % республиканца Джона Каммингса (пошедшая на выборы самостоятельно Карузо-Кабрера заручилась поддержкой 0,9 % избирателей).
После захвата Капитолия сторонниками президента Трампа заявила, что ощущала реальную угрозу своей жизни, а 15 января 2021 года выступила с заявлением о необходимости финансирования мер «депрограммирования» белых расистов и сторонников теории заговора.
13 сентября 2021 года Окасио-Кортес впервые появилась на благотворительном шоу Met Gala, совместив светское мероприятие с политической акцией: на ней было белое вечернее платье с крупной красной надписью на спине и ниже Tax the Rich (Обложите налогом богатых).
5 ноября 2021 года вошла в число шести демократов, проголосовавших в Палате представителей против ключевого проекта демократической администрации президента Байдена — закона об инвестициях в инфраструктуру, который предусматривает финансирование проектов по развитию автодорожной сети, строительству мостов и расширению доступа к широкополосному Интернету в объёме 1,2 трлн долларов. Свою позицию объяснила необходимостью синхронизировать эти планы с принятием другого законопроекта — Build Back Better Act, который предполагает выделение 1,85 трлн долларов для поддержки программ социальной защиты и противодействия глобальному потеплению, но ещё обсуждался в Конгрессе (в окончательном чтении принят Палатой представителей 12 августа 2022 года).
8 ноября 2022 года победила на очередных выборах республиканку Тину Форте и сохранила свой мандат от 14-го округа.
В мае 2024 года организация Демократические социалисты Америки (ДСА) обсудила вопрос, нужно ли им продолжать поддерживать Окасио-Кортес. Некоторые члены организации утверждали, что она стала более привержена мейнстримному курсу Демократической партии и что её позиция стала менее пропалестинской. 23 июня 2024 года Национальный политический комитет (НПК) ДСА проголосовал за то, чтобы поддержать её при условии, что она выполнит список требований, в основном касающихся Палестины. Отделение ДСА в Нью-Йорке, которое поддержало её, отвергло это решение. Но уже 10 июля 2024 года НПК ДСА отозвал свою поддержку Окасио-Кортес, сославшись на дискуссию, которую она провела с еврейскими лидерами, предположительно приравняв антисионизм к антисемитизму. Также НПК ДСА счел проблематичной поддержку со стороны Окасио-Кортес резолюции, которая характеризовала отрицание права Израиля на существование как антисемитизм, и системы обороны Израиля «Железный купол».

## Личная жизнь
19 мая 2022 года Окасио-Кортес объявила о помолвке с давним партнёром Райли Робертсом (Riley Roberts), состоявшейся в апреле в Пуэрто-Рико.